# Franco Rodano
Franco Rodano (Roma, 6 agosto 1920 – Monterado, 21 luglio 1983) è stato un politico, politologo e filosofo italiano di fede cattolica e di ideali marxisti, comunemente considerato il fondatore del cattocomunismo. 
Fu tra i fondatori del Movimento dei Cattolici Comunisti (1943), poi Sinistra Cristiana (1944-45).

## Biografia
Consegue la maturità classica al Liceo classico Ennio Quirino Visconti, la laurea in lettere all'università la Sapienza di Roma. Negli anni del liceo e dell'università frequenta la congregazione mariana “Scaletta”, diretta da padri gesuiti; milita nell'Azione Cattolica e nella FUCI, allora presieduta da Aldo Moro.
Dal 1938 entra in contatto e collabora con antifascisti d'ispirazione cattolica (Adriano Ossicini, Paolo Pecoraro, Antonio Tatò e altri), comunista (Paolo Bufalini, Antonio Amendola, Pietro Ingrao, Lucio Lombardo Radice e altri), del Partito d'Azione e liberali (Ugo La Malfa, Paolo Solari, Mario Fiorentino fra gli altri).
Nel 1938-40 partecipa al “Movimento dei Cattolici Antifascisti”. Nel 1941-43 è (con Ossicini e Pecoraro) tra i promotori e dirigenti del “Partito Cooperativista Sinarchico”, poi “Partito Comunista Cristiano” e ne redige i principali documenti. Dal 1942 fa parte, con Alicata e Ingrao, del cosiddetto “triumvirato” dirigente le due distinte organizzazioni clandestine (comunista e comunista cristiana). Nel 1942 scrive, sotto pseudonimi, alcuni articoli sull'Osservatore Romano. Il 18 maggio 1943 viene arrestato dalla polizia fascista in una generale retata dei militanti del PCC, e deferito al Tribunale Speciale con altri suoi dirigenti. Il processo non ha luogo per la caduta del fascismo e tutti vengono liberati poco dopo il 25 luglio 1943.
Nel periodo badogliano, fra il 25 luglio e l'8 settembre 1943, ha intensi scambi d'idee con i compagni di partito e altre personalità antifasciste sulla linea da seguire. Stringe amicizia con don Giuseppe De Luca e con Giaime Pintor. Collabora al “Lavoro”, diretto da Mario Alicata (comunista), Olindo Vernocchi (socialista) e Alberto Canaletti Gaudenti (cattolico).
Sotto l'occupazione nazista di Roma (8 settembre 1943 – 4 giugno 1944) fonda, con altri, il “Movimento dei Cattolici Comunisti” e ne redige i documenti teorico-politici; scrive articoli sui 14 numeri usciti alla macchia di Voce Operaia, organo dello stesso MCC. Il 13 febbraio 1944 sposa Maria Lisa Cinciari, sua compagna di lotta, che diverrà vice presidente della Camera dei deputati per il PCI, con cui avrà cinque figli, tra cui Giulia Rodano, assessore alla Regione Lazio dal 2006 al 2010.

### Dopo la liberazione

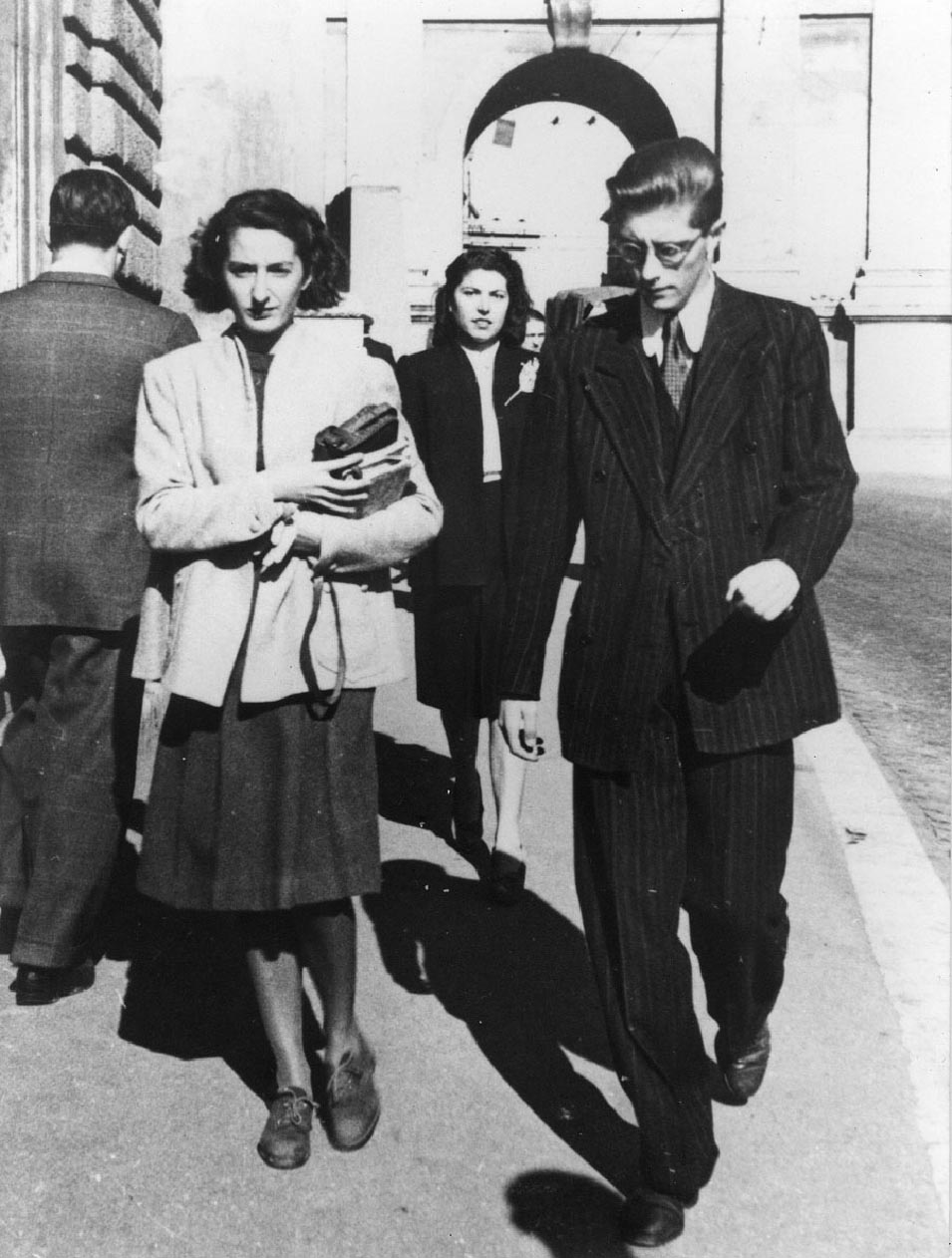
Franco Rodano con Laura Garroni

Liberata Roma, il MCC prende il nome di "Partito della Sinistra Cristiana". Vi confluiscono i “Cristiano-Sociali” di Gerardo Bruni. Vi partecipano anche Felice Balbo, Filippo Sacconi, Luciano Barca, Fedele D'Amico, Giovanbattista Chiesa, Erasmo Valente, Giuseppe Mira, Antonio Tatò, Giglia Tedesco, Ennio Parrelli, Vittorio Tranquilli, Antonio Rinaldini.
Nel giugno 1944 Rodano stringe un rapporto di amicizia e collaborazione (che non sarà privo di momenti di dissenso critico) con Palmiro Togliatti. Su Voce Operaia, pubblicata adesso legalmente, scrive numerosi articoli; in quattro di essi (autunno 1945) sostiene la prosecuzione dell'IRI e ciò segna l'inizio della sua amicizia con Raffaele Mattioli. Nella notte di Natale del 1944 s'incontrano, a casa di Rodano e con la sua mediazione, Togliatti e don Giuseppe De Luca: è un primo, cauto sondaggio reciproco tra mondo cattolico e movimento comunista italiano.
Il 9 dicembre 1945, a conclusione di un congresso straordinario, il PSC si scioglie. Rodano sostiene, con argomentato vigore, che non è più utile una formazione cattolica di sinistra, poiché incombe alla classe operaia nel suo insieme e perciò al PCI il compito di affrontare la questione cattolica, superando le pregiudiziali ateistiche e del dogmatismo marxista. Si adopera perciò per ottenere modifiche nello statuto del PCI, che consentano l'iscrizione e la militanza in esso indipendentemente dalle convinzioni ideologiche e religiose, modifiche che saranno adottate dal PCI nel suo V congresso, nel gennaio 1946.
Entrato nel PCI, Rodano scrive su periodici ufficiali di tale partito o ad esso vicini; particolarmente numerosi i suoi articoli su Rinascita, dal 1946 al 1952. Vi ha largo spazio l'invito ai cattolici a lavorare in politica e nelle altre dimensioni della "storia comune degli uomini" in spirito di laicità, evitando quindi improprie commistioni con la fede religiosa. Questa posizione – approfondita da Rodano nel corso di tutta la sua opera ed essenziale per comprenderla – contrasta con la linea della Chiesa di Pio XII, che coglie l'occasione di due suoi articoli sulla condizione economica del clero (Rinascita, autunno 1947) per comminargli l'interdetto dai sacramenti, accusandolo di fomentare la "lotta di classe" all'interno delle gerarchie. L'interdetto verrà tolto solo sotto il pontificato di Giovanni XXIII.

### La battaglia culturale

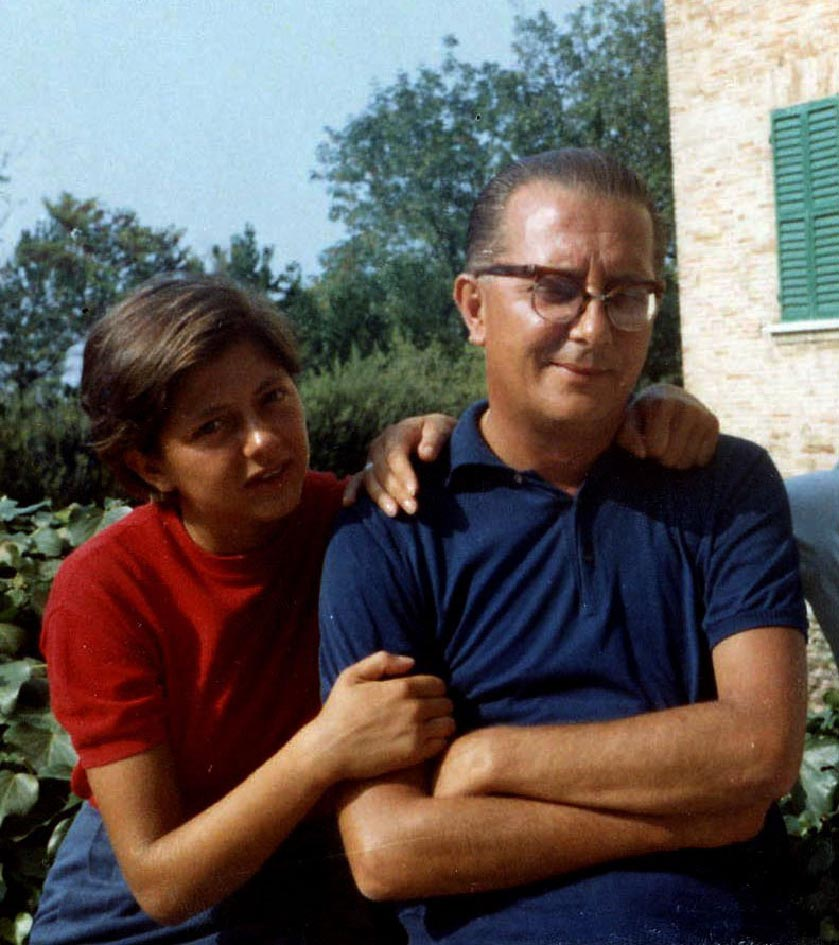
Franco Rodano

Dal 1951 al 1954 Rodano cura, insieme a Gabriele De Rosa, Filippo Sacconi e altri, gli articoli politici del mensile Lo Spettatore Italiano, diretto da Elena Croce, figlia di Benedetto. Dal 1955 al 1959 scrive sul Dibattito Politico, settimanale diretto da Mario Melloni e Ugo Bartesaghi, teso a una difficile mediazione tra le posizioni politiche del mondo cattolico e di quello comunista e socialista, nel distinto riconoscimento dei rispettivi valori e motivi ideali. Vi collaborano tra gli altri Giuseppe Chiarante, Lucio Magri, Ugo Baduel, Edoardo Salzano.
Durante il pontificato di Giovanni XXIII opera, tramite Togliatti, per la trasmissione ai dirigenti sovietici della proposta, accolta, di uno scambio di messaggi in occasione dell'ottantesimo compleanno di papa Roncalli. L'iniziativa sarà il primo segno di disgelo tra Unione Sovietica e Santa Sede.
Tra il 1960 e il 1968 si svolge un serrato dialogo tra Rodano e Augusto Del Noce, che mette in chiaro la diversità delle rispettive posizioni. Nel 1962 Rodano fonda, con Claudio Napoleoni, La Rivista trimestrale, che durerà fino al 1970, affrontando nodi teorici e politici di fondo. Ancora con Napoleoni, e con Michele Ranchetti, dirige la “Scuola Italiana di Scienze Politiche ed Economiche” (SISPE, 1968-72), rivolta a militanti del movimento giovanile dell'epoca.
Negli stessi anni collabora alla rivista Settegiorni, diretta da Ruggero Orfei e Piero Pratesi, in cui fra l'altro scrive una serie di interventi d'intensa riflessione teologica, le Lettere dalla Valnerina.

Chiusasi l'esperienza della Rivista Trimestrale, Rodano scrive sui Quaderni della Rivista Trimestrale (1972-83), diretti da Mario Reale, cui collaborano, insieme a Filippo Sacconi, Edoardo Salzano, Vittorio Tranquilli, Giorgio Gasparotti, Franco Rinaldini, gli allora giovani Mario Reale, Raffaele D'Agata, Claudio De Vincenti, Alessandro Montebugnoli, Pier Carlo Padoan, Stefano Sacconi, Alberto Zevi, Giaime e Giorgio Rodano, e altri.
Il Rodano è considerato l'esponente più autorevole del “cattocomunismo”: "i rapporti di
Rodano con il mondo cattolico sono stati indagati a fondo.
Quelli con Togliatti (che furono rapporti personali assai intensi)
assai poco, come quelli con Berlinguer (all'Istituto Gramsci si conservano tre vaste memorie che Rodano ha scritto per Berlinguer), anche se il rapporto stretto di questi con Antonio Tatò è sufficiente a delinearne l'influenza".
Nella stagione del “compromesso storico” proposto da Enrico Berlinguer e oggetto prima di attenzione, poi di cauta convergenza da parte di Aldo Moro, Rodano elabora i fondamenti teorici di una politica diretta a non ridurre l'incontro tra le grandi forze storiche del comunismo, del socialismo e del cattolicesimo democratico a una mera operazione di governo, ma a farne una strategia di lungo periodo di trasformazione della società. Quella stagione e quelle prospettive vengono improvvisamente troncate dall'assassinio di Moro. S'intensificano, all'epoca, i suoi contatti personali con esponenti del PCI, del PSI, della DC e di altri partiti (La Malfa, Malagodi, Visentini), su problemi politici a breve e lungo termine. Pubblica alcuni libri, scrive articoli su vari periodici e sul quotidiano Paese Sera, quasi settimanalmente dal 1974 al 1982.
Franco Rodano muore per una crisi cardiaca il 21 luglio 1983 a Monterado (Ancona). Al funerale cattolico partecipa ufficialmente anche la locale sezione del PCI.

## Opere
- Sulla politica dei comunisti, (Boringhieri, Torino 1975)
- Questione democristiana e compromesso storico, (Editori Riuniti, Roma 1977)
- Il pensiero di Lenin da “ideologia” a “lezione” (Stampatori, Torino 1980)
- Lettere dalla Valnerina (a cura di Piero Pratesi, La Locusta, Vicenza 1986)
- Lezioni di storia "possibile" (a cura di Vittorio Tranquilli e G.Tassani, Marietti, Genova 1986)
- Lezioni su servo e signore (a cura di Vittorio Tranquilli, Editori Riuniti, Roma 1990)
- Cattolici e laicità della politica (a cura di Vittorio Tranquilli, Editori Riuniti, Roma 1992)
- Cristianesimo e società opulenta (a cura di Marcello Mustè, Ed. di Storia e letteratura, Roma 2002)

## Saggi, articoli, interviste
Sono stati pubblicati in numerosi periodici e quotidiani, tra i quali: l'Osservatore Romano (1942), Primato (1942), Voce Operaia (1943-45), Rinascita (1944-52; 1957; 1977; 1979), Il Politecnico (1945-46), Unità (1946, 1948), Vie nuove (1946-49), Società (1949-50), Cultura e realtà (1950), Lo Spettatore Italiano (1951-54), Il Contemporaneo (1954-55), Il Dibattito Politico (1955-59), Nuovi Argomenti (1957), La Rivista Trimestrale (1962-70), Settegiorni (1971-72), Quaderni della Rivista Trimestrale (1972-83), Paese Sera (1974-82), Città Futura (1977-79), Nuova Società (1981-82), Il Regno (1981).
Si può vedere l'elenco completo dei saggi, articoli, interviste in: www.katciu-martel.it . I saggi più importanti, pubblicati sulla Rivista Trimestrale e sui successivi Quaderni della R.T., sono:
- Risorgimento e democrazia (n. 1/1962),
- Il processo di formazione della “società opulenta” (n. 2/1962),
- Il pensiero cattolico di fronte alla “società opulenta” (n. 3/1962),
- Egemonia riformista ed egemonia rivoluzionaria (n. 4/1962),
- Note sul concetto di rivoluzione (n. 5-6/1963, 7-8/1963, 9/1964),
- Significato e prospettive di una tregua salariale (con Claudio Napoleoni, n. 10/1964),
- Il centro-sinistra e la situazione del paese (n. 13-14/1965),
- Sul pensiero di Marx (con C. N., n. 15-16/1965),
- A proposito del convegno delle ACLI a Vallombrosa (n.22-23/1967),
- Su alcune questioni sollevate dal movimento studentesco (Con C.N., n. 24-25/1968),
- Dopo Praga: considerazioni politiche sulla storia del movimento operaio (n.26-27/1968),
- A proposito dell'” autunno caldo”: considerazioni sulla dialettica sociale dell'” opulenza” (n. 28-30/1969),
- La peculiarità del Partito comunista italiano (n. 39-41/1974),
- Dopo il XIV congresso del PCI: il nodo al pettine; i “germi di comunismo” (n. 43/1975),
- La questione democristiana (n. 45/1975),
- La proposta del “compromesso storico” (n. 46/1975),
- Dopo la morte di Mao Tse-tung: la lezione di una grande esperienza (con Vittorio Tranquilli, n. 48-49/1976),
- Considerazioni sulla strategia dei comunisti italiani: egemonia e libertà delle opinioni (n. 50/1977),
- Considerazioni sui fenomeni di eversione giovanilistica: la politica come assoluto (con V.T., n. 51/1977),
- Note sulla questione giovanile: la giovinezza, specificità umana e condizione storica (con V.T., n. 52/1977),
- Dopo la lettera di Berlinguer al vescovo di Ivrea: laicità e ideologie (n.54/1978),
- Alla radice della crisi – I –L'incompatibilità tra capitalismo e democrazia (n. 55-56/1978),
- II – È possibile una soluzione reazionaria? (n. 59-60/1979),
- III – Idee e strumenti della manovra reazionaria (n. 61/1979),
- IV – Rivoluzione e “filosofia della storia” (n. 64-66/1981),
- V – Rivoluzione in Occidente e rapporto con l'URSS (n. 69-70/1982),
- Il senso di una grande lezione: per una lettura critica del pensiero di Lenin – I, II (nn. 57/1978, 58/1979),
- Per un bilancio del “compromesso storico”: Innovazione e continuità (n. 71-72/1982),
- Contratti e costo del lavoro: imprese e sindacati, partiti e istituzioni (ivi)
- La Chiesa di fronte al problema della pace (n. 75-77/1983).

## Hanno detto di lui
Sandro Pertini, Quaderni della Rivista Trimestrale, n.75-77, giugno-dicembre 1983,  7.
 Enrico Berlinguer, Quaderni della Rivista Trimestrale, n.75-77, giugno-dicembre 1983,  9.
 Achille Occhetto, Quaderni della Rivista Trimestrale, n.75-77, giugno-dicembre 1983,  67.
 Giovanni Galloni, Quaderni della Rivista Trimestrale, n.75-77, giugno-dicembre 1983,  37.
 Raniero La Valle, Quaderni della Rivista Trimestrale, n.75-77, giugno-dicembre 1983,  49.
 Gian Carlo Paietta, Quaderni della Rivista Trimestrale, n.75-77, giugno-dicembre 1983,  73.
 Giglia Tedesco, Quaderni della Rivista Trimestrale, n.75-77, giugno-dicembre 1983,  81.
 Don Gino Della Torre, Quaderni della Rivista Trimestrale, n.75-77, giugno-dicembre 1983,  95.
(Lucio Magri)